# Pine River (vattendrag i Australien, Queensland, lat -27,28, long 153,07)
Pine River är ett vattendrag i Australien. Det ligger i delstaten Queensland, omkring 21 kilometer norr om delstatshuvudstaden Brisbane.
Genomsnittlig årsnederbörd är 1 434 millimeter. Den regnigaste månaden är januari, med i genomsnitt 283 mm nederbörd, och den torraste är oktober, med 22 mm nederbörd.